# Siga thalassarcha
Siga thalassarcha là một loài bướm đêm trong họ Crambidae.